# Liga Filipina
La Liga Filipina fue una organización política progresista creada por el doctor José Rizal en Filipinas en 1892, tres días antes de su arresto e inmediata deportación.
Sus objetivos principales, según sus estatutos redactados por el propio Rizal eran:
- Unir el archipiélago entero en una sociedad igualitaria en las Filipinas.
- La protección mutua en cada deseo y necesidad.
- Defensa contra toda la violencia e injusticia.
- Estímulo de la educación, de la agricultura, y del comercio.
- Estudio y aplicación de reformas.[2]

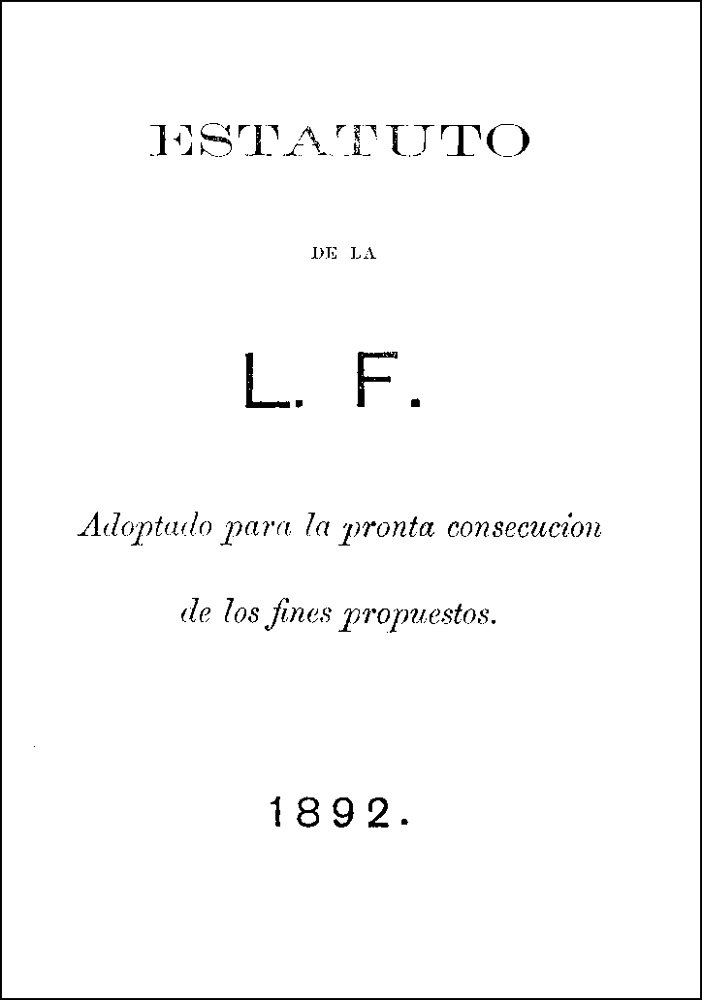

Los estatutos no mencionaban en ningún momento deseos de independencia, sino que se basaban más bien en la defensa de los derechos de los filipinos y en la búsqueda de su mejora como sociedad, pero la mala gestión de las peticiones de estas organizaciones por las autoridades españolas derivó a mucha gente hacia esas posiciones.
José Rizal intentó, no sin muchos problemas, crear una organización pacífica que consiguiese para Filipinas los mismos derechos que tenían el resto de españoles. La Liga fue fundada «para trabajar por la expulsión de los frailes y asegurar las mismas concesiones políticas para las islas que se habían otorgado a Cuba, un mayor reconocimiento de los nativos en los nombramientos a cargos civiles y la libertad de prensa y de asociación».
Pero Rizal fue arrestado cuatro días después de la creación de la sociedad, el 6 de julio de 1892. Al día siguiente, el Gobernador-General Eulogio Despujol ordenó que Rizal fuera deportado a Dapitan.
Después de la detención de Rizal, la Liga Filipina quedó inactiva, aunque más adelante sería reorganizada por Domingo Franco y Andrés Bonifacio. La organización se dividió en dos grupos. El primer grupo, Cuerpo de Compromisarios apoyó La Solidaridad en Madrid, España. El segundo grupo, Katipunan, apoyó la revolución hasta casi obtener la independencia de España.